# Serge Kampf
Serge Kampf (* 13. Oktober 1934 in Grenoble; † 15. März 2016) war ein französischer Unternehmer mit Schweizer Wurzeln. Er war Gründer und langjähriger Geschäftsführer der Capgemini.

## Leben
Kampf wurde am 13. Oktober 1934 in Grenoble geboren und hatte Schweizer Wurzeln.
Er erwarb einen Doppelabschluss in Rechts- und Wirtschaftswissenschaften und begann seine berufliche Laufbahn 1960 in der Direction générale des Télécommunications in Paris, nachdem er an der École nationale d’administration gescheitert war.
Kampf arbeitete bei Bull, einem französischen Computerhersteller und verließ die Firma 1967. Im selben Jahr gründete er mit drei Kollegen die Firma Sogeti in Grenoble.
Unter seinem Vorsitz erfolgten 1973 eine Mehrheitsbeteiligung am Unternehmen CAP (Centre d’analyse et de Programmation) und eine Übernahme der Gemini Computers Systems. 1975 erfolgte eine Namensänderung in CAP Gemini Sogeti. 1985 wurde Cap Gemini Sogeti an der Pariser Börse notiert und 1988 im französischen Aktienindex CAC 40 gelistet. Bis zum 23. Mai 1996 war Kampf CEO, anschließend Präsident. Er legte seine Position 2012 im Alter von 77 Jahren nieder. Ihm folgte Paul Hermelin.
2011 geriet er in den Mittelpunkt einer Kontroverse, als die Zeitschrift Bilan ihn fälschlicherweise in eine Liste vermögender französischer Persönlichkeiten aufnahm, die sich neu in der Schweiz niedergelassen hatten.
Kampf starb am 15. März 2016 im Alter von 81 Jahren.

## Gesellschaftliches Engagement
Kampf war Schirmherr der Rugby Union und Mitglied der französischen Sportakademie. Seine Unternehmen Capgemini und Sogeti gehören zu den wichtigsten Unterstützern des FC Grenoble und Biarritz Olympique.
Im Sportpark Aguiléra in Biarritz ist eine Tribüne nach ihm benannt.
Er unterstützte zudem viele Jahre lang die Barbarians, eine französische Rugby-Mannschaft, bei der er Ehrenpräsident war.
Durch eine persönliche Spende von 500.000 Euro half er, den Verein CSBJ (Bourgoin) vor der Insolvenz zu retten.
Ein Konferenzraum am Grenoble-Institut für Neurowissenschaften ist nach ihm benannt, um seine Spende beim Bau des Gebäudes zu würdigen.

## Auszeichnungen
Serge Kampf war Ehrenmitglied des FC Grenoble Rugby und ab 2009 Kommandeur der Ehrenlegion.